# Dopplerjev pojav
Dopplerjev pojáv [dóplerjev ~] je fizikalni pojav kjer zaradi gibanja vira, opazovalca ali obeh nastane navidezna razlika v valovni dolžini zvoka ali svetlobe. Pojav se imenuje po avstrijskem matematiku in fiziku Christianu Andreasu Dopplerju. Dopplerjev pojav je značilen za vsako valovanje, če se opazovalec ali vir valovanja gibljeta drug glede na drugega. Pojavi se sprememba frekvence oziroma valovne dolžine. Opazovalec, ki se giblje proti zvočnemu viru, sliši višjo frekvenco, kot če se oddaljuje od zvočnega vira.
Kadar se izvor valovanja giblje, opazovalec zazna valovanje s spremenjeno frekvenco : odvisna je od hitrosti izvora glede na sprejemnik. Ko se izvor približuje, je frekvenca večja, ko se oddaljuje, pa manjša. Pojav je mogoče zaznati, kadar poslušamo prižgano sireno na vozečem avtomobilu. Ta pojav povzroča tudi rdeči premik svetlobe, ki prihaja iz oddaljenih galaksij.

## Analiza
Pomembno je, da se zavedamo, da se frekvenca izvora zvočnega valovanja ne spreminja. Za razumevanje pojava, preberite sledeči primer:
Nekdo vsako sekundo vrže žogo v smeri drugega. Predpostavi, da žoga potuje s konstantno hitrostjo. Če je metalec mirujoč, bo prejemnik sprejel žogo vsako sekundo. Če pa se metalec približuje prejemniku, bo prejemnik sprejel žogo pogosteje, ker bo žoga manj oddaljena. Ravno obratno velja, če se metalec oddaljuje od prejemnika.
Če se izvor valovanja s frekvenco f0 premika skozi medij, potem mirujoč opazovalec zazna valovanje s frekvenco f:
{\displaystyle f=f_{0}\left({\frac {v}{v+v_{s,r}}}\right)}
kjer je v hitrost valovanja v mediju in vs, r je hitrost izvora glede na medij (pozitivna, če se izvor oddaljuje; negativna, če se izvor približuje opazovalcu)
Podobna analiza, ko se premika opazovalec in je izvor mirujoč, daje opazovano frekvenco, ki jo zazna opazovalec (hitrost opazovalca je vo):
{\displaystyle f=f_{0}\left(1-{\frac {v_{0}}{v}}\right)}
kjer velja dogovor, da je vo pozitivna, če se opazovalec oddaljuje od izvira in negativna, če se opazovalec približuje izviru.
To lahko posplošeno zapišemo z vektorsko enačbo. V koordinatnem sistemu, ki je mirujoč glede na medij, katerega hitrost zvoka je {\displaystyle c}. Imamo izvir {\displaystyle s}, ki se premika s hitrostjo {\displaystyle \mathbf {v} _{s}} in oddaja valove s frekvenco {\displaystyle f_{s}}. Imamo detektor {\displaystyle r}, ki se premika s hitrostjo {\displaystyle \mathbf {v} _{r}}, in enotski vektor od {\displaystyle s} do {\displaystyle r} je {\displaystyle \mathbf {n} } (i.e. {\displaystyle \mathbf {r} _{r}-\mathbf {r} _{s}=\mathbf {n} |\mathbf {r} _{r}-\mathbf {r} _{s}|}). Tako zapišemo frekvenco {\displaystyle f_{r}} pri detektorju kot
{\displaystyle {\frac {f_{r}}{f_{s}}}={\frac {1-\mathbf {n} \cdot \mathbf {v} _{r}/c}{1-\mathbf {n} \cdot \mathbf {v} _{s}/c}}}
Če je {\displaystyle v_{s}\ll c}, potem je sprememba frekvence odvisna predvsem od relativne hitrosti izvora in detektorja.
{\displaystyle {\frac {f_{r}}{f_{s}}}\approx 1-\mathbf {n} \cdot (\mathbf {v} _{r}-\mathbf {v} _{s})/c}
ali, drugače:
{\displaystyle {\frac {f_{r}-f_{s}}{f_{s}}}={\frac {\Delta f}{f_{s}}}\approx -\mathbf {n} \cdot (\mathbf {v} _{r}-\mathbf {v} _{s})/c}
Prvi poskus razširitve Dopplerjeve analize valovanja svetlobe je kmalu naredil Armand-Hippolyte-Louis Fizeau. Dejansko, svetlobni valovi ne ustrezajo mediju za pravilno razumevanje Dopplerjevega pojava, ker svetloba zahteva uporabo posebne teorije relativnosti.

## Uporaba

### V vsakodnevnem življenju
Zvok sirene mimo vozečega reševalnega vozila bo na začetku višji kot, če bi bilo reševalno vozilo na isti točki mirujoče. Zvok se niža, ko se vozilo od sprejemnika odmika in se bo še bolj nižal kot če bi bilo vozilo mirujoče.

### V astronomiji
Dopplerjev pojav povezuje valovno dolžino oddane svetlobe z valovno dolžino sprejete svetlobe. Ti sta namreč identični le, če sprejemnik in izvor mirujeta ali če se gibljeta enako hitro v enaki smeri. Če se torej svetilo približuje, vidimo svetlobo z manjšo valovno dolžino (valovna dolžina se pomakne bolj proti vijoličnemu spektru), če pa se oddaljuje, vidimo svetlobo z večjo valovno dolžino kot je dejanska (pomakne se proti rdečemu spektru) - rdeči premik svetlobe. 
Dopplerjev pojav v astronomiji je zanimiv zato, ker se zvezde vrtijo, in na robovih oddajajo drugačen spekter svetlobe kot je realen. 
Ob predpostavki oziroma ob upoštevanju dejstva, da se Vesolje širi, si z Dopplerjevim pojavom lahko pomagamo pri merjenju razdalj v Vesolju. Princip je preprost: za zvezdo, ki se od nas oddaljuje (če se Vesolje širi, se zvezde oddaljujejo od nas), zmerimo spekter ter ga primerjamo s spektrom, ki smo ga zmerili v mirujočem laboratoriju (strokovnjaki iz oblike spektra vidijo katera snov je gorivo zvezde, oziroma s katerim spektrom naj primerjajo). Iz primerjave določijo premik valovne dolžine (eno valovno dolžino zmerimo, za drugo vemo iz spektra kolikšna je).

### V medicini
Ultrazvočno valovanje nam omogoča preiskovanje nekaterih delov telesa, uporabimo pa ga lahko tudi za merjenje hitrosti krvi. 
Omogoča prikaz krvnega obtoka. Zvočni valovi, ki prihajajo od objektov premikanja oziroma se od teh odbijajo, se razlikujejo od zvočnih valov objektov, ki mirujejo po višini tona. Objekti, ki se premikajo (krvne celice), katerih hitrost in smer se s pomočjo dopplerjevega pojava lahko izračuna. Merjene vrednosti se lahko prikažejo barvno ali zvočno in omogočajo ocenjevanje oziroma odkrivanje napak pretoka krvi skozi žile. 